# Ejnar Kanding
Ejnar Kanding (født 1965) er komponist.
Danske Kanding er uddannet fra Det Kgl. Danske Musikkonservatorium i 1996. Han har komponeret kammer- og soloværker. Han anvender computeren i såvel selve kompositionsprocessen som i live-opførelsen.
Nuværende projekter (2010) inkluderer en bestilling til Audio Exhibition for trombone og slagtøj; en bestilling af et solo værk for accordeon til Frode Andersen; en bestilling af en kvartet til Adapter Ensemble, Berlin; og en bestilling til Copenhagen Art Ensemble (oktet); et ny co-komposition med Frank Bretschneider, der skal udgives på Dacapo sammen med Auxiliary Blue (2008) samt en bestilling på en interaktiv installation i Jerusalem i samarbejde med kunstner Henrik Sandner.
Seneste kompositioner af Ejnar Kanding inkluderer sich hingab (2010) til Messerkvartetten, 343 m/s – speed of sound (2010) til Ars Nova, Malmö; stillstehen (2009) til Adapter Ensemble; sette venti (2009, Savona, Italien), der er en audiovisuel koncertudstilling med Nes Lerpa og auxiliary blue (2008) for Contemporánea, en 39 minutter fælleskomposition med Frank Bretschneider, Berlin.
De seneste opførelser og projekter har ført Kandings musik til New York (2010 ICMC festival med strygekvartetten three colors; og i 2009 uropførelse af epicentre II og deltagelse i lydinstallationen Rerememberer af Suzanne Bocanegra); til Berlin (Wundergrund festival, uropførelse af auxiliary blue & stillstehen); International Society for Contemporary Music (WMD 2008 i Litauen); CIKADA strygekvartet til Wroclaw, Polen; International Computer Music Conference (2001 & 2004) og flere andre.

## Eksterne links
- Hjemmeside Arkiveret 4. december 2020 hos  Wayback Machine
- MySpace Arkiveret 23. maj 2010 hos  Wayback Machine
- Edition S Arkiveret 14. september 2011 hos  Wayback Machine